# Object-Graph Navigation Language
L'Object-Graph Navigation Language (OGNL) è un Expression Language (EL) open source per Java ed è entrato a far parte di Apache Commons dal 2011, con il nome di "Apache Commons OGNL".

## Descrizione
Pur utilizzando solo delle semplici espressioni supportate da Java, piuttosto che l'intero range, permette di impostare (set) ed ottenere (get) delle property (per cui è comunque necessario definire i metodi setProperty e getProperty nel JavaBean), eseguire dei metodi di classi Java e ottenere una facile manipolazione degli array.
È destinato ad essere utilizzato nelle applicazioni Java EE con tag library come expression language.
Fu sviluppato inizialmente da Marc Andrew Davidson nel 1997, per poi diventare parte di OpenSymphony nel 2005 e quindi entrare nell'aprile 2011 nell'Apache Incubator, l'incubatore dei progetti della Apache Software Foundation, essendo considerato di largo utilizzo. Nell'agosto 2011 esce infine dall'incubatore e diviene parte di Apache Commons.
È incluso come libreria jar nella versione stabile di alcune distribuzioni Linux, come Debian e Ubuntu.

## Progetti che utilizzano OGNL
- Apache Struts[7]
- Apache Tapestry[8]
- Apache Camel[9]
- Apache Click[10]